# I HAVE NEVER SEEN
《I HAVE NEVER SEEN》是安室奈美惠以個人單獨名義在1998年12月23日發行的第12張單曲。

## 簡介
- 產後復出後第1張單曲，與前作相隔約1年。
- 復出後於「第49回NHK紅白歌合戰」首次螢幕亮相，連續第2年帶淚演唱《CAN YOU CELEBRATE?》，獲得最高收視64.3%的驚人紀錄。
- 日本連續劇「夜逃屋本舗」（1999年1月13日至3月17日、全十集）的主題曲。
- 發售後獲得銷售榜冠軍，下一張冠軍單曲則是久睽9年零3個月後的《60s 70s 80s》。

## 收錄曲
作詞・作曲・編曲：小室哲哉
1. I HAVE NEVER SEEN (SINGLE MIX)
2. I HAVE NEVER SEEN (WITH HER SOUL MIX)
3. I HAVE NEVER SEEN (INSTRUMENTAL)

Mixed by Ken Kessie

Track 2 remixed by URBAN SOUL

## 關連DVD
- 「filmography」（DVD）
- 「181920 films + filmography」（DVD）
- 「BEST CLIPS」（DVD）